# Nur Dhabitah Sabri
Nur Dhabitah Mohd Sabri (* 12. Juli 1999 in Kuala Lumpur) ist eine malaysische Wasserspringerin.

## Leben und Karriere
Dhabitah lernte im Alter von sieben Jahren das Schwimmen, doch schon bald darauf bemerkte ihr Vater, ein Lehrer, dass sie von der Physis her eher eine Turmspringerin, als eine Schwimmerin war. Im Alter von acht Jahren begann sie schließlich ihre Karriere als Turmspringerin, wobei sie anfangs vor allem an regionalen, später dann an landesweiten und internationalen Wettbewerben teilnahm.
Ihr erstes Großevent absolvierte sie im Jahre 2013, als sie gerade einmal 14-jährig zusammen mit der doppelt so alten Mun Yee Leong beim 10-m-Synchronspringen bei den Südostasienspielen 2013 in Naypyidaw antrat. Dort konnten sich die beiden in fünf Springen klar gegen die Konkurrenz durchsetzen und erreichten beim letzten Springen 67,20 Punkte und dabei 15 Punkte mehr als der nächste „Verfolger“ Indonesien. Zum Schluss gewann das malaysische Duo mit über 40 Punkten Vorsprung vor Myanmar, Indonesien, Thailand und Singapur die Goldmedaille.
Ein halbes Jahr später nahm die junge Wasserspringerin, mittlerweile 15-jährig, an den Commonwealth Games 2014 in Glasgow teil, wo sie im 3-m-Kunstspringen der Damen, im 3-m-Synchronspringen der Damen und im 10-m-Synchronspringen der Damen antrat. Dabei brachte sie es in der Qualifikation zum 3-m-Kunstspringen auf 292,35 Punkte und sicherte sich so auf dem siebenten Platz rangierend die Teilnahme am späteren Hauptbewerb, bei dem sie als Elftplatzierte und damit Vorletzte mit 284,20 Punkten ausschied. In ihrer Paradedisziplin, dem Synchronspringen, nahm die junge Malaysierin zusammen mit der sechs Jahre älteren Ng Yan Yee am 3-m-Synchronspringen teil, wobei das Team hinter den Landsmänninnen Cheong Jun Hoong und Loh Zhiayi auf den sechsten und damit letzten Rang kam.
Besser lief es für Dhabitah hingegen im 10-m-Synchronspringen, wo sie an der Seite der erfolgreichen Pandelela Rinong Pamg antrat. Hierbei konnten sich die beiden noch vor ihren Landsmänninnen Mun Yee Leong und Cheong Jun Hoong durchsetzen und erreichten dabei mit 300,12 Punkten die Bronzemedaille hinter Meaghan Benfeito und Roseline Filion aus Kanada (Gold) und Sarah Barrow und Tonia Couch aus England (Silber). Auf dem fünften und damit letzten Platz rangierten die beiden Australierinnen Rachel Bugg und Melissa Wu. Als großes Ziel setzt sich die junge Malaysierin, die in Bryan Lomas ihr Vorbild sieht, die Teilnahme an den Olympischen Sommerspielen.